# Prunus serrula
Prunus serrula är en rosväxtart som beskrevs av Adrien René Franchet. Prunus serrula ingår i släktet prunusar, och familjen rosväxter. Utöver nominatformen finns också underarten P. s. tibetica.

## Bildgalleri

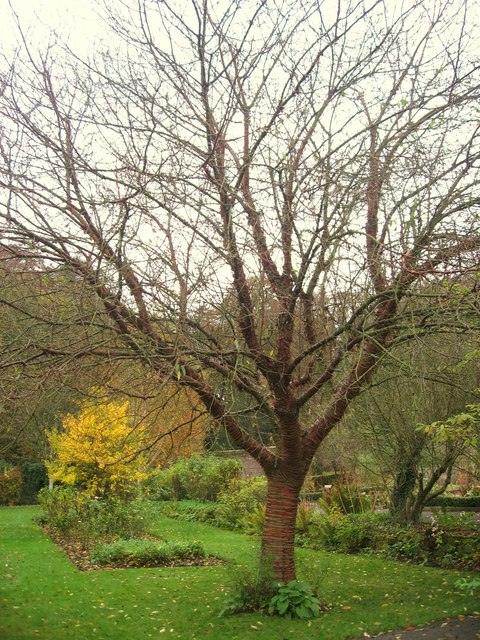
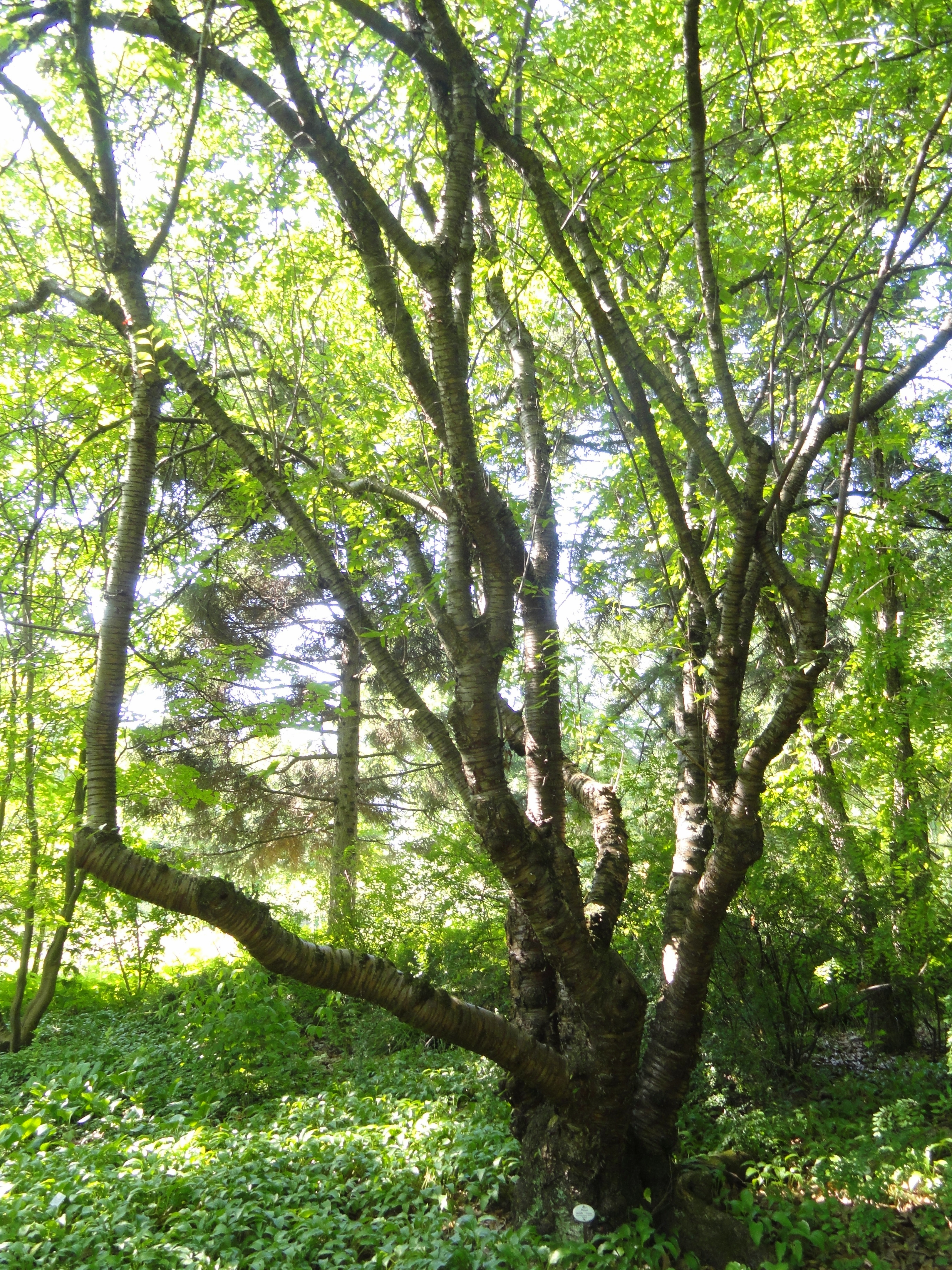
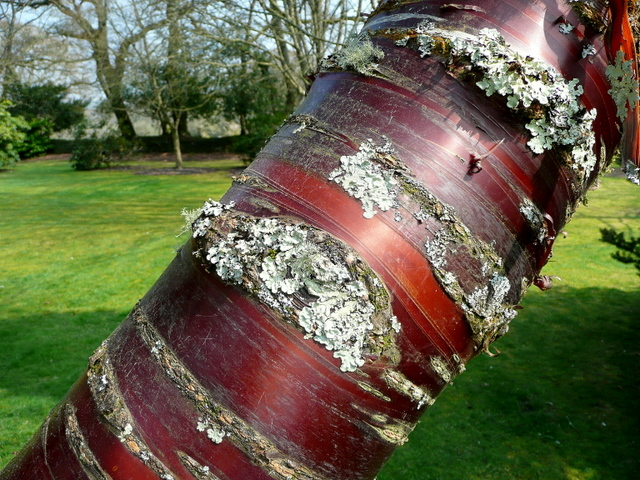
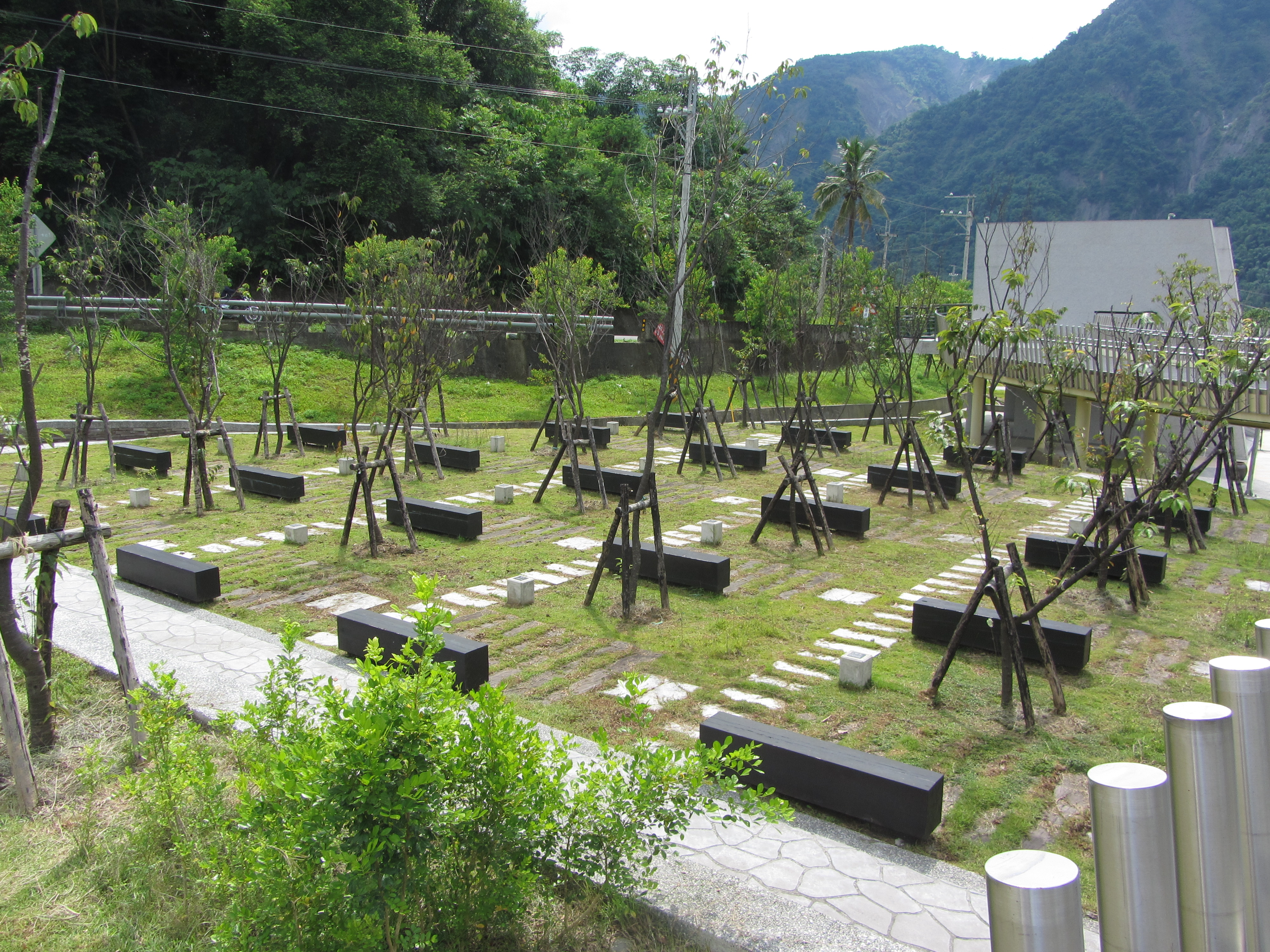
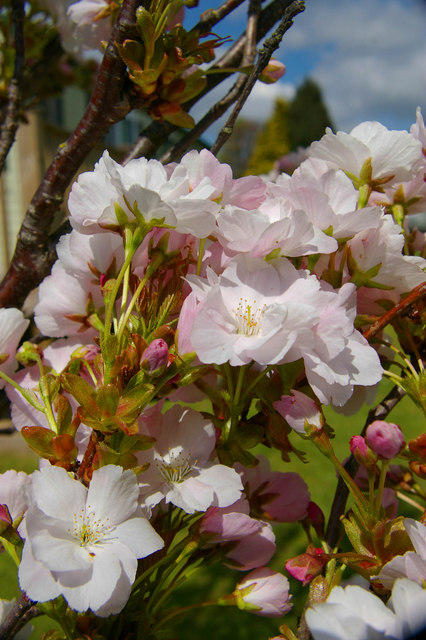
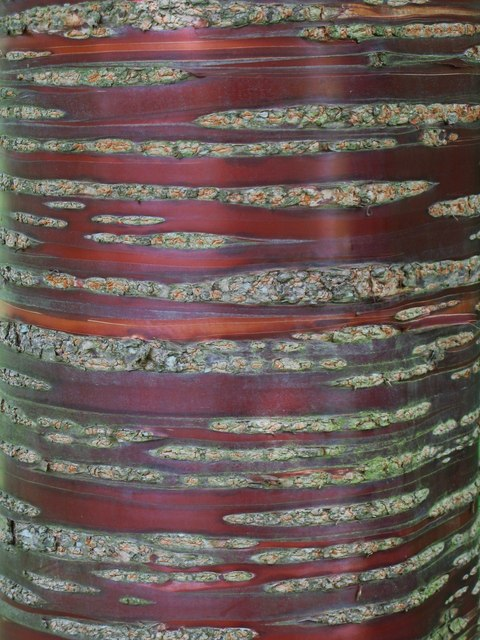